# دیوید آلتر
دیوید آلتر (به انگلیسی: David Alter) (زاده:۱۳ دسامبر ۱۸۰۷ و درگذشته ۱۸ سپتامبر ۱۸۸۱) مخترع برجسته و فیزیک‌دان اهل پنسیلوانیا آمریکا بود. او زاده شهرستان وست مورلند، پنسیلوانیا می‌باشد. او دانش‌آموخته مدرسه سامان‌یافته پزشکی نیویورک می‌باشد. نیاکان دیوید آلتر از کشورهای سوئیس و آلمان بوده‌اند.

## اختراعات
- ۱۸۳۶: تلگراف الکترونیکی (به انگلیسی: Electrical telegraph) پیش از اختراع تلگراف توسط ساموئل مورس (۱۸۳۷).
- ۱۸۴۰: کالسکه الکترونیکی (به انگلیسی: electric buggy) پیش‌قراول نسل خودروها.
- ۱۸۴۵: یک روش عمومی برای استخراج و خالص‌سازی برم از منابع زیرزمینی نمک که در صنعت آهن بسیار پرکاربرد می‌باشد. این روش در نمایشگاه جهانی ۱۸۵۳ عرضه گردید.
- ۱۸۵۴: فروکافت طیفی (به انگلیسی: spectrum analysis)، نظریه‌ای که اذعان دارد هر فلز دارای برون‌فرستی طیفی (به انگلیسی: Emission spectrum) ویژه خود می‌باشد. کشفی مهم در پیشرفت طیف‌سنجی.
- ۱۸۵۸: یک روش عمومی برای استخراج نفت از زغال‌سنگ و سنگ رس در کنار همکارش ساموئل هیل.
- ساعت الکتریکی.
- انواع خاصی از تلفن، پیش از گراهام بل.